# سیارک ۹۱۰۷
سیارک ۹۱۰۷ (به انگلیسی: 9107 Narukospa، نامگذاری:1997AE4) نه هزار و صد و هفتمین سیارک کشف شده‌است که در ۶ ژانویه ۱۹۹۷ کشف شد.
قدر مطلق سیارک برابر ۳۰.۹ است.